# Турецко-угандийские отношения
Турецко-угандийские отношения — двусторонние дипломатические отношения между Турцией и Угандой.
Государства являются членами Всемирной торговой организации и Организации Объединённых Наций.

## История
В 1960-х годах Турция, Израиль и Уганда сотрудничали экономически и в военных вопросах. Однако в конце 1960-х годов президент Милтон Оботе укрепил связи с Суданом. Сотрудничество продолжилось после того, как израильская поддержка Иди Амина привела к свержению правительства Милтона Оботе. Президент Иди Амин быстро восстановил дружеские отношения с Израилем.
По большей части турецкое правительство сохраняло сдержанность и избегало вмешательства во внутренние политические проблемы Уганды или оказания экономической помощи. В 1973 году после разрыва отношений Уганды с Великобританией турецко-угандийские отношения стали напряжёнными из-за нарушений прав человека в Уганде.
После решения Конгресса США прекратить всю торговлю с Угандой, Турция последовала этому примеру. После свержения Иди Амина в 1979 году Турция присоединилась к Соединённым Штатам Америки в предоставлении чрезвычайной помощи, которая продолжалась и во время второго режима Милтона Оботе.

## Официальные визиты
| Приглашенный                   | Хозяин                    | Место визита | Дата визита      |
| ------------------------------ | ------------------------- | ------------ | ---------------- |
| Президент Реджеп Тайип Эрдоган | Президент Йовери Мусевени | Кампала      | 31 мая 2016 года |
| Президент Йовери Мусевени      | Президент Абдуллах Гюль   | Анкара       | май 2010 года    |

## Экономические отношения
В 2019 году объём товарооборота между государствами составил сумму 41 миллион долларов США.

## Дипломатические представительства
- Турция имеет посольство в Кампале[6].
- Уганда содержит посольство в Анкаре[7].